# J. M. Beraldo
J. M. Beraldo, nome artístico de João Marcelo Barreira Milet Guimarães Beraldo (Rio de Janeiro, 10 de fevereiro de 1979) é escritor de ficção científica e game designer brasileiro. Beraldo estudou história e desenho industrial, o que o levou a uma carreira mista nas áreas de educação a distância, jogos eletrônicos e de RPG.
Em 2005, publicou seu primeiro romance, Véu da Verdade, logo em seguida, foi contratado para trabalhar no jogo Taikodom da Hoplon Infotainment, além de participar da produção do jogo, escreveu o romance Taikodom: Despertar (2008), publicado pela Devir Livraria.
Foi o único latino americano a chegar na terceira rodada do concurso RPG Superstar 2009, da editora Paizo Publishing. logo em seguida, publicou uma adaptação de Véu da Verdade para Pathfinder Roleplaying Game da mesma editora com o nome Veil of Truth – Space Opera Rules and Setting. O autor não pode lançar em língua portuguesa devido a licença da editora Paizo, que só permitiria caso houvesse alguma publicação oficial no país.
Em 2015, lançou o livro Império de Diamante, primeiro romance da série Reinos Eternos.

### Série Véu da Verdade

#### Romances
- Véu da Verdade. Rio de Janeiro: Eridanus Books, 2005. ISBN 85-905342-1-9
- Véu da Verdade: Edição Comemorativa 10 anos e-book Kindle. São Paulo: Eridanus Book, 2015
- Jogos de Guerra. e-book Kindle. São Paulo: Eridanus Book, 2019

#### Novela
- Caçadores de Recompensa  e-book Kindle. São Paulo: Eridanus Book, 2024

#### RPGs
- Veil of Truth: Space Opera Rules and Setting. São Paulo: Eridanus Books, 2012.
- Veil of Truth Starter Kit: Corporate Solution. São Paulo: Eridanus Books, 2012.
- Veil of Truth: Human Nature. São Paulo: Eridanus Books, 2013.
- Veil of Truth - Space Opera Campaign Primer :Eridanus Books, 2020
- Veil of Truth - Fallen Empires:Eridanus Books, 2020

### Contos
- Alienígena (2006). Scarium 16.
- Brinquedo Perfeito (2012). Antologia Brinquedos Mortais, Editora Draco. ISBN 978-85-62942-55-6
- Velhos Hábitos (2013). Antologia Sagas 4 - Odisseia Espacial, Editora Argonautas. ISBN 978-85-64076-07-5
- Livre Arbítrio (2008). ScariumScarium 24.

### Série Reinos Eternos
- Império de Diamante. São Paulo: Editora Draco, 2015. ISBN 978-85-8243-041-5
- Último Refúgio. São Paulo: Editora Draco, 2016.  ISBN 978-85-8243-172-6

### Outros trabalhos

#### Romance
- Taikodom: Despertar . São Paulo: Devir Livraria, 2008. ISBN 978-85-7532-348-9

#### Jogos de computador
- Taikodom: Living Universe (MMO). Hoplon Infotainment, 2011. Lead Content Designer
- Taikodom: Módulo de Ação (MMO). Hoplon Infotainment, 2008. Game Designer Especialista em Conteúdo

### Contos
- Uma história para cada lenda (2015). Antologia Samurai x Ninja, Editora Draco. ISBN 978-85-8243-135-1
- Vingança é uma palavra de quatro letras (2015). Antologia O outro lado da cidade, Editora Aquário. ISBN 978-85-68766-02-6
- Barracuda Negra e a Máquina Misteriosa (2015). Antologia Piratas, Editora Cata-vento. ISBN 978-85-66725-64-3

### RPGs
- Grittier Rules (suplemento Pathfinder). Florianópolis: Eridanus Books, 2011.
- Grittier Magic (suplemento Pathfinder). Florianópolis: Eridanus Books, 2010.
- Grittier Races: Elflings (suplemento Pathfinder). Florianópolis: Eridanus Books, 2010.
- Grittier (suplemento Pathfinder). Florianópolis: Eridanus Books, 2010.
- Pocket Adventure #1: Temple of the Eternal Flames (aventura d20). Rio de Janeiro: Eridanus Books, 2006.
- Alien Profiles 1 - Niterian, Yahidar & Nabora (suplemento d20). Rio de Janeiro: Eridanus Books, 2006.
- Alien Profiles 2 - Them, Qwar & Meridath (suplemento d20). Rio de Janeiro: Eridanus Books, 2006.

### Jogos de computador
- 3WA (Alternate Reality Game). Webcore, 2012. Writer
- Redescobrindo o Brasil (Advergame). Natura, 2012. Game Designer
- Flying Castles (Social Game). Vostu, 2012. Content Manager
- World Mysteries (Social Game). Vostu, 2011. Content Manager
- Pet Mania (Social Game). Vostu, 2010. Content Manager
- Vôo Espacial (Simulador). Tryptique Labs, 2004. Game Designer

## Prêmios
Em 2016, Beraldo recebeu o Prêmio Argos na categoria "romance" por sua obra Império de Diamante (Editora Draco). Foi finalista do mesmo prêmio na mesma categoria em 2017, por O Último Refúgio (Editora Draco).